# Sandrine Grudaová
Sandrine Grudaová (* 25. června 1987, Cannes) je francouzská basketbalistka hrající převážně na postu pivota. S francouzskou ženskou basketbalovou reprezentací získala stříbrnou medaili na olympijských hrách v Londýně roku 2012 a vyhrála mistrovství Evropy v roce 2009. Krom toho má z Eurobasketu tři stříbra (2013, 2015, 2019) a jeden bronz (2011). Na klubové úrovni patří k jejím největším úspěchům vítězství v severoamerické WNBA s klubem Los Angeles Sparks v roce 2016. Stala se tak první Francouzkou, která WNBA vyhrála. K největším jejím individuálním úspěchům pak patří vítězství v anketě Mezinárodní basketbalové federace (FIBA) o nejlepší basketbalistku Evropy v roce 2009. Působila v klubech US Valenciennes (2005–2007), UMMC Jekatěrinburg (2007-2008, 2010-2014), Connecticut Sun (2008–2010), Los Angeles Sparks (2014, 2016, 2017), Fenerbahçe Istanbul (2016–2017), Yakın Doğu (2018) a PF Schio (2018-dosud).